# Neagoe Basarab

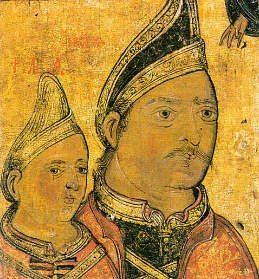
Neagoe Basarab und sein Sohn Teodosie (Theodosius). Bild aus dem Kloster Dionysiou

Neagoe Basarab (* ca. 1481; † 15. September 1521 in Curtea de Argeș) war Herr der Walachei zwischen 1512 und 1521. Er war Mitglied der mächtigen Familie der Bojaren Craiovescu und markierte mit seiner Herrschaft den Höhepunkt des politischen Einflusses dieser Sippe.

## Herrschaft
Im 16. Jahrhundert konnte sich die Walachei weitgehender politischer Unabhängigkeit erfreuen, war jedoch gezwungen, immer höhere Tribute an das zunehmend stärker werdende Osmanische Reich zu entrichten. Neagoe förderte in seinem Fürstentum zu dieser Zeit den Handel und war darauf bedacht, mit dem Königreich Ungarn, das gleichfalls Einfluss auf die Walachei auszuüben suchte, gute Beziehungen zu pflegen. Insbesondere die Handelsbeziehungen mit den deutschen Städten in Siebenbürgen und weiter ins Deutsche Reich sind hierfür bezeichnend.
Seine diplomatischen Ambitionen strebten ein Bündnis mit den abendländischen Mächten Ungarn, Polen, Republik Venedig und auch mit dem Kirchenstaat an. Man wollte das Wohlwollen der Kurie u. a. durch das „Ausblenden“ der konfessionellen Differenzen in der Nachfolge des Schismas zwischen der Byzantinischen Reichskirche und der Lateinischen Kirche (1054) erreichen und wies dabei auf den gemeinsamen christlichen Glauben sowie auf die osmanische Gefahr für Europa hin. Dabei wollte Neagoe die Walachei in ein europäisches Bündnissystem einfügen, um gemeinsam das Osmanische Reich zurückzudrängen.
Neagoe entrichtete größere Schenkungen an die orthodoxe Kirche, nicht nur in der Walachei, sondern auch auf dem Balkan, bis nach Konstantinopel und weiter nach Jerusalem und dem Berg Sinai. Er übernahm in seinen Herrschaftsbereich kirchliche und politische Traditionen aus dem nicht mehr bestehenden Byzantinischen Reich, insbesondere was das Selbstverständnis des Herrschers und die damit verbundenen Herrschaftsideologie anging.
Neagoe Basarab ist höchstwahrscheinlich (obwohl nicht unumstritten) auch Autor eines für den orthodoxen Kulturbereich Ost- und Südosteuropas einmaligen Fürstenspiegels (aus dem Jahr 1519–1520) an seinen Sohn Teodosie (Theodosius), einer umfangreichen Sammlung patristischer, biblischer und philosophischer Argumente zur Untermauerung des christlichen Herrschers und seiner Beziehung zu Gott bzw. seinen Untertanen. Das Werk hat auch einen sich auf pragmatische Aspekte fokussierenden zweiten Teil, wo beispielsweise die Wahl der Berater, die Amtsverleihung am Hof, militärische Strategie, Hofprotokoll, Tischsitten des Herrschers, Gesandtschaften usw. besprochen werden.
Durch seine Stiftung ist u. a. die berühmte Klosterkirche von Curtea de Argeș erbaut worden, eine hoch ästhetische architektonische Synthese von byzantinischen, armenischen und balkanischen Elementen.